# Bernhard von Neher

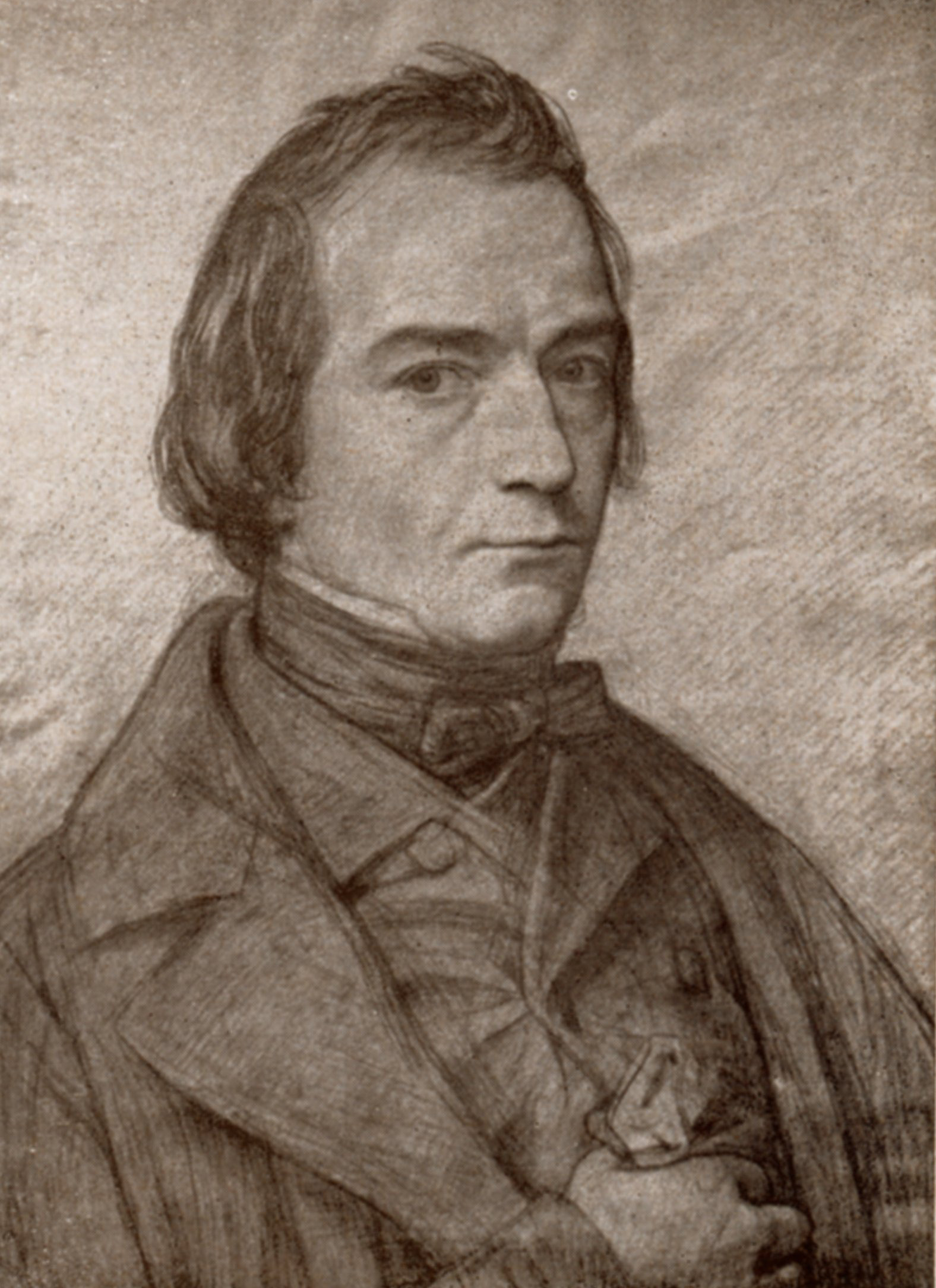
Bernhard von Neher

Karl Josef Bernhard Neher, ab 1852 von Neher (* 16. Januar 1806 in Biberach an der Riß; † 17. Januar 1886 in Stuttgart), war ein deutscher Maler. 

## Familie
Bernhard Neher war ein Sohn von Joseph Anton Neher (1776–1832) und Enkel von Bernhard Neher dem Älteren (1743–1801), beides in Biberach ansässige Kunstmaler. Seine Mutter war Maria Theresia Neher (1775–1860). 1840 heiratete er Marie (1812–1893), Tochter des Architekten Clemens Wenzeslaus Coudray. Zu Bernhard Nehers Kindern gehörte der in Frankfurt am Main tätige Architekt Ludwig Neher (1850–1916). Auch hatte er eine Tochter, Julie Neher (1841–1916), die in Stuttgart als Landschafts-, Veduten- und Architekturmalerin wirkte.

## Leben
Neher erhielt seit 1822 seine Ausbildung in Stuttgart durch Johann Heinrich Dannecker und Philipp Friedrich von Hetsch, besonders aber an der Kunstakademie München durch Peter von Cornelius und verweilte sodann vier Jahre in Rom, wo er u. a. auch Kontakte im Umfeld der Nazarener um Friedrich Overbeck und Philipp Veit pflegte. Hier malte er die Auferweckung des Jünglings zu Nain (Staatsgalerie Stuttgart). 1832 nach München zurückgekehrt, führte er dort am Isartor das Freskobild: „Einzug Kaiser Ludwigs des Bayern nach der Schlacht bei Ampfing“ aus.
1836 erhielt er einen Ruf nach Weimar, um zwei Zimmer des großherzoglichen Schlosses mit Wandbildern nach Dichtungen von Friedrich Schiller und Goethe zu schmücken, an denen er insgesamt 11 Jahre arbeitete. 1841 wurde er zum Direktor der Malerakademie in Leipzig ernannt. 1846 folgte er einem Ruf nach Stuttgart als Professor an die Königliche Kunstschule (Nachfolge Johann Friedrich Dieterich). Ab 1854 war er zunächst deren Vorstand, ab 1867 entsprechend den „Neuen organischen Bestimmungen der Kunstschule“ bis 1879 deren Direktor.
Hier malte er die großen Ölbilder:

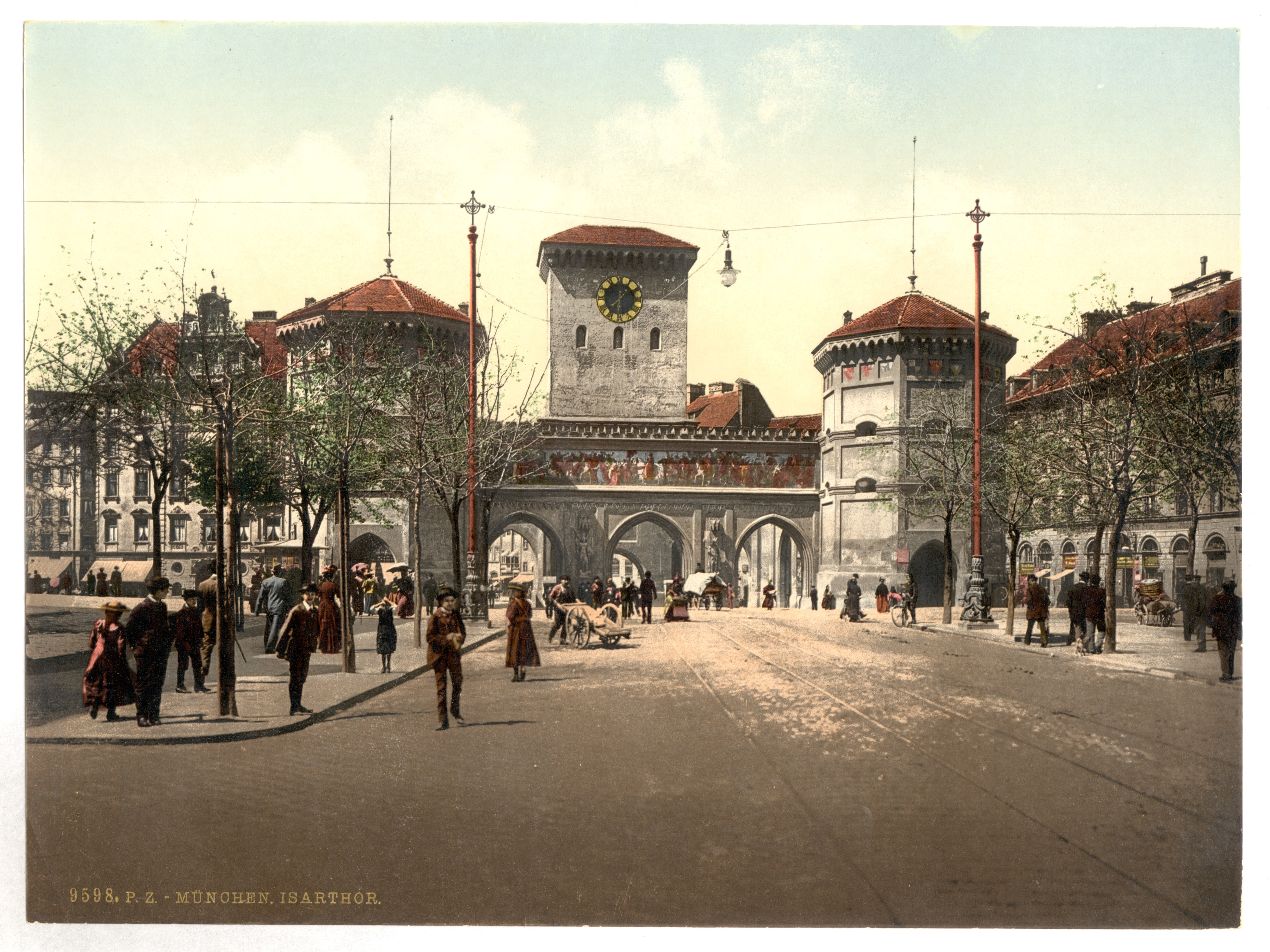
Isartor mit Fresko

- die Kreuzabnahme (Staatsgalerie Stuttgart),
- die Kreuzigung (für die katholische Kirche Ravensburg) und die kleineren Ölgemälde:
- der Frühling (im Neuen Schloss in Stuttgart),
- das Opfer Abrahams,
- Christus die Kinder segnend,
- Abraham mit den Engeln sowie einige Porträts.

Vor allem aber beschäftigten ihn Entwürfe zu großen Glasgemälden, deren er sechs für die Stiftskirche Stuttgart, drei für die Schlosskapelle im Alten Schloss und je einen für die Leonhardskirche (Stuttgart), die griechische Kapelle im Neuen Schloss und die Johanneskirche, sämtlich in Stuttgart, ausführte.
1852 verlieh ihm der König von Württemberg das Ritterkreuz I. Klasse des Ordens der Württembergischen Krone, mit dem der Personaladel verbunden war. Die Staatsgalerie in Stuttgart erwarb 1878 die Kartons und Entwürfe zu seinen Fresken und Kirchenfenstern, welche noch zu haben waren. 1879 trat er von der Leitung der Kunstschule zurück, starb am 17. Januar 1886 in Stuttgart und wurde auf dem Pragfriedhof Stuttgart begraben.

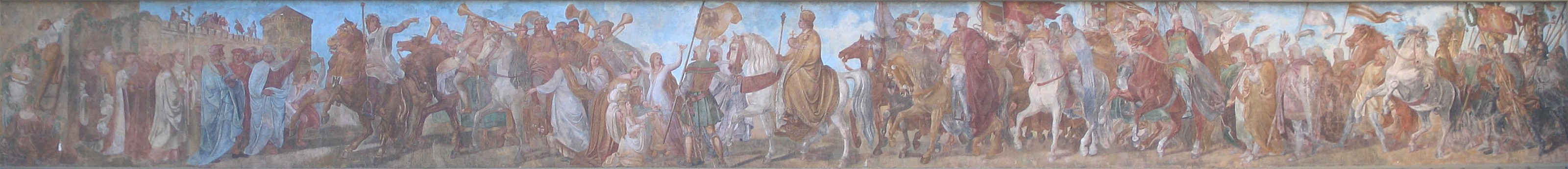
Fresko am Isartor in München

## Fenster in der Stiftskirche Stuttgart
1841–1852: Drei Fenster im Chor werden mit seinen Glasgemälden versehen (Stiftung König Wilhelms I.)
Themen:
- Geburt
- Kreuzigung und Grablegung
- Auferstehung

1865, 1867 und 1887 gestaltete Neher die übrigen Chorfenster mit dem Thema
„Vergangenheit und Zukunft der christlichen Kirche“:
- Pfingstfest (Petrus predigend, Paulus taufend)
- Jüngstes Gericht
- Glaube, Liebe, Hoffnung und Anbetung des Lammes („Kapffenster“)

Die Glasfenster wurden im Zweiten Weltkrieg zerstört.